# Pseudomiza
Pseudomiza is een geslacht van vlinders van de familie spanners (Geometridae), uit de onderfamilie Ennominae.

## Soorten
- P. annulata Warren, 1899
- P. argentilinea Moore, 1867
- P. aurata Wileman, 1915
- P. castanearia Moore, 1867
- P. cruentaria Moore, 1867
- P. ctenogyna Prout, 1916
- P. flava Moore, 1888
- P. flavitincta Wileman, 1915
- P. haemonia Wehrli, 1940
- P. leucogonia Hampson, 1895
- P. obliquaria Leech, 1897
- P. ochrilinea Warren, 1896
- P. opaca Joicey & Talbot, 1917
- P. punctinalis Beyer, 1958
- P. uniformis Inoue, 1992
- P. viridispurca Prout, 1927